# Rate Your Music
Rate Your Music（常简称为RYM）是一个关于音乐作品和电影的网络百科全书。用户可以对作品进行标记个人收藏、点评，并按照星级系统对其打分。

## 历史
网站第一版允许用户对已发行作品进行评分、编目，以及撰写乐评、创建列表、将艺人和项目添加进数据库中。
2008年5月，Rate Your Music开始将电影录入数据库中。

## 特色
该网站的主要理念是允许用户在数据库中添加包括专辑、迷你专辑、单曲、混音带、DJ混音和私制唱片等形式的音乐作品并进行评分。评分标准以半星为单位，最低为0.5星，最高为5星。用户同样可以在作品页面发布乐评、评论，并创建自己的用户页面。Rate Your Music条目由注册用户贡献生成，但是大多数编辑行为必须经过审核，以防止破坏行为。

## 统计
截至2024年9月，Rate Your Music上共有123万以上注册用户，约1.4亿由用户生成的评分，超329万篇乐评，123万左右的作品项目，并收录了各种音乐类型，包括许多不常见的微音乐类型。
该网站评分最高的专辑是肯德里克·拉马尔的《蝴蝶毁灭录》，它在2023年2月超过了电台司令的《OK电脑》，目前评分为4.38分。